# オリヴィエ・ムバイゾ
オリヴィエ・ムバイシダラ・ムバイゾ（Olivier Mbaissidara Mbaizo、1997年8月15日 - ）は、カメルーン・ドゥアラ出身のサッカー選手。メジャーリーグサッカー・フィラデルフィア・ユニオン所属。カメルーン代表。ポジションはディフェンダー。

## 経歴
2020年11月、アフリカネイションズカップ2021予選でカメルーン代表の招集を受けた。同年11月12日、モザンビーク戦で代表デビューを果たした。

## 代表歴

### 出場大会
- カメルーン代表
  - 2022 FIFAワールドカップ

### 試合数
- 国際Aマッチ 14試合 0得点（2016年-）[4]

| カメルーン代表 | 国際Aマッチ | 国際Aマッチ |
| 年             | 出場        | 得点        |
| -------------- | ----------- | ----------- |
| 2016           | 1           | 0           |
| 2017           | 0           | 0           |
| 2018           | 0           | 0           |
| 2019           | 0           | 0           |
| 2020           | 2           | 0           |
| 2021           | 5           | 0           |
| 2022           | 3           | 0           |
| 2023           | 3           | 0           |
| 通算           | 14          | 0           |

## タイトル
フィラデルフィア・ユニオン
- サポーターズ・シールド： 2020